# 祝家湾站
祝家湾站是一个京广铁路上的铁路车站，位于湖北省孝感市孝南区祝站镇，建于1912年，目前为四等站，邮政编码为432125。目前客运：办理旅客乘降；行李、包裹托运；货运：办理整车货物发到；不办理罐装危险货物到达；不办理整车爆炸品及一级氧化剂发到。